# 行錯姻緣路
《行錯姻緣路》（英語：Wrong Wedding Trail），是1984年上映的一部香港愛情喜劇電影，由霍耀良執導，葉德嫻、鄭則仕、莊靜而、李殿朗、金燕玲主演。電影講述了幾名女子在愛情路上的不同抉擇。葉德嫻憑本片獲提名第4屆香港電影金像獎最佳女演員。

## 劇情
鄭芷靈（葉德嫻 飾）是個非常保守的老處女，在百貨公司上班，與妹妹（莊靜而 飾）及同事阿甜（李殿朗 飾）同住。阿甜渴望得到男伴，在有男性的場合往往表現出各種小心機，經常壞了阿靈的好事。阿靈在英語班結識了潮州人成大仕（鄭則士 飾），成大仕展開追求，計劃與她結婚後一同移民美國。可惜由於阿甜的從中作梗，誤解阿靈的大仕娶了另一女子Rosy（陳潔靈 飾）前往美國；而同時思想開放的妹妹懷上了一名有婦之夫的孩子，打算獨自生下孩子。阿甜則辭職離港嫁給外國人......

## 角色
| 演員   | 角色         | 備註                                         |
| 葉德嫻 | 鄭芷靈／罐頭 | 百貨公司職員                                 |
| 鄭則士 | 成大仕       | 大牌檔伙記，潮州人                           |
| 莊靜而 |              | 鄭芷靈的妹妹                                 |
| 李殿朗 | 阿甜／奸妃   | 靈的好友兼同事                               |
| 金燕玲 |              |                                              |
| 陳潔靈 | Rosy         | 成大仕之妻                                   |
| 潘宏彬 |              |                                              |
| 羅浩楷 |              |                                              |
| 龍天燊 |              |                                              |
| 嘉倫   | 陳先生       | 商人，與鄭芷靈互有意思，但接受了較主動的阿甜 |
| 黃錦燊 | Peter        | 有婦之夫                                     |
| 陳立品 |              |                                              |
| 張國柱 | 李先生       | 靈與甜的爭奪對象，為人善良喜歡做義工         |

## 取景地
- 跑馬地毓秀街11號唐樓[5]

## 軼事
- 本作美術指導黃仁逵在資料搜集後，選了跑馬地毓秀街11號一個900呎的唐樓單位拍攝電影。殺青後，已習慣這裡的黃仁逵租住了這個單位20年[6]。

## 獎項
| 年份 | 頒獎典禮            | 獎項       | 獲提名 | 結果 |
| ---- | ------------------- | ---------- | ------ | ---- |
| 1985 | 第4屆香港電影金像獎 | 最佳女演員 | 葉德嫻 | 提名 |